# Балка Северная
Ба́лка Се́верная — ботанический заказник местного значения. Находится в Волновахском районе Донецкой области возле села Времевка. Статус заказника присвоен решением облисполкома № 7 от 9 января 1991 года. Площадь — 12 га. На территории заказника произрастает 200 видов растений, из них 3 вида занесены в Красную книгу Украины — василёк Талиева, ковыль Лессинга, ковыль волосистый.